# Washington Redskins 2007
La stagione 2007 dei Washington Redskins è stata la 76ª della franchigia nella National Football League e la 70ª a Washington. La squadra migliorò il record di 5-11 della stagione precedente salendo a 9-7 e facendo ritorno ai playoff dopo un anno di assenza. Nel primo turno fu eliminata dai Seattle Seahawks. Al termine della partita il capo-allenatore Joe Gibbs annunciò il suo definitivo ritiro.
Prima della partita contro i Buffalo Bills, la tragedia della morte di Sean Taylor colpì la squadra. Per onorare il giocatore, la squadra schierò solamente dieci giocatori nella prima azione difensiva, lasciando vuoto il posto di free safety.

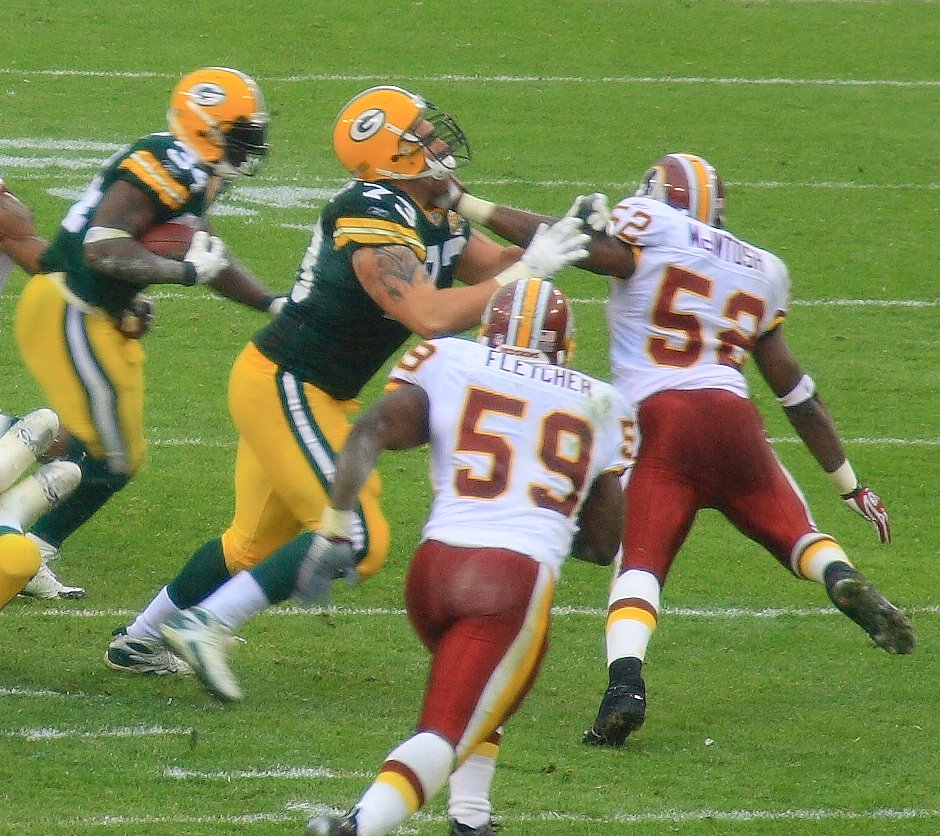
La gara contro i Packers del 14 ottobre

## Roster
| Roster dei Washington Redskins nel 2007 |
| --- |
| Quarterback - 8 Mark Brunell - 17 Jason Campbell - 15 Todd Collins Running Back - 46 Ladell Betts - 31 Rock Cartwright - 32 Marcus Mason - 26 Clinton Portis - 45 Mike Sellers Wide Receiver - 86 Reche Caldwell - 85 Brandon Lloyd - 80 Keenan McCardell - 89 Santana Moss - 82 Antwaan Randle El Tight End - 47 Chris Cooley - 87 Todd Yoder Offensive Linemen - 69 Jason Fabini G - 74 Stephon Heyer T - 66 Pete Kendall G - 69 Jim Molinaro G - 62 Mike Pucillo C - 61 Casey Rabach C - 60 Chris Samuels T - 71 Todd Wade T Defensive Linemen - 99 Andre Carter DE - 93 Phillip Daniels DE - 92 Demetric Evans DE - 64 Kedric Golston DT - 96 Cornelius Griffin DT - 94 Anthony Montgomery DT Linebacker - 54 H.B. Blades ILB - 50 Khary Campbell OLB - 59 London Fletcher ILB - 52 Rocky McIntosh OLB - 53 Marcus Washington OLB - 95 Chris Wilson OLB Defensive Back - 37 Reed Doughty SS - 30 LaRon Landry FS - 38 David Macklin CB - 20 Pierson Prioleau S - 27 Fred Smoot CB - 24 Shawn Springs CB - 29 Leigh Torrence CB - 21 Sean Taylor FS morto il 27/11/07 Special Team - 67 Ethan Albright LS - 4 Derrick Frost P - 6 Shaun Suisham K Lista delle riserve - 73 Ryan Boschetti DT (IR) - 76 Jon Jansen T (IR) - 22 Carlos Rogers CB (IR) - 77 Randy Thomas G (IR) |
| Legenda - I rookie sono in corsivo. - Il primo ruolo è il principale mentre gli eventuali successivi indicano i ruoli secondari. - (IR) sta per Injured Reserve ed indica la lista ristretta per un solo giocatore infortunato che può tornare ad allenarsi dopo la settimana 6 e a rientrare in prima squadra dopo che questa ha giocato 8 partite. - (NF-Inj.) / (NF-Ill.) stanno rispettivamente per Non-Football Injured e Non-Football Illness ed indicano le liste dove viene inserito un giocatore che ha un infortunio o una malattia non dipendente dal football americano. - (PUP) sta per Physically Unable to Perform ed indica la lista dove viene inserito un giocatore mentre è in attesa di recuperare la condizione fisica. Nella stagione regolare dopo la sesta partita giocata dalla propria squadra, il giocatore ha tempo tre settimane per riprendere ad allenarsi, più tre settimane aggiuntive dal suo rientro agli allenamenti per rientrare in prima squadra. |

## Calendario
| Stagione regolare |                    |                         |                    |                    |                              |                    |
| Turno             | Data               | Avversario              | Risultato          | Record             | Stadio                       | Sintesi            |
| 1                 | 9 settembre        | Miami Dolphins          | V 16–13 (dts)      | 1–0                | FedExField                   | Recap              |
| 2                 | 17 settembre       | at Philadelphia Eagles  | V 20–12            | 2–0                | Lincoln Financial Field      | Recap              |
| 3                 | 23 settembre       | New York Giants         | S 17–24            | 2–1                | FedExField                   | Recap              |
| 4                 | Settimana di pausa | Settimana di pausa      | Settimana di pausa | Settimana di pausa | Settimana di pausa           | Settimana di pausa |
| 5                 | 7 ottobre          | Detroit Lions           | V 34–3             | 3–1                | FedExField                   | Recap              |
| 6                 | 14 ottobre         | at Green Bay Packers    | S 14–17            | 3–2                | Lambeau Field                | Recap              |
| 7                 | 21 ottobre         | Arizona Cardinals       | V 21–19            | 4–2                | FedExField                   | Recap              |
| 8                 | 28 ottobre         | at New England Patriots | S 7–52             | 4–3                | Gillette Stadium             | Recap              |
| 9                 | 4 novembre         | at New York Jets        | V 23–20            | 5–3                | The Meadowlands              | Recap              |
| 10                | 11 novembre        | Philadelphia Eagles     | S 25–33            | 5–4                | FedExField                   | Recap              |
| 11                | 18 novembre        | at Dallas Cowboys       | S 23–28            | 5–5                | Texas Stadium                | Recap              |
| 12                | 25 novembre        | at Tampa Bay Buccaneers | S 13–19            | 5–6                | Raymond James Stadium        | Recap              |
| 13                | 2 dicembre         | Buffalo Bills           | S 16–17            | 5–7                | FedExField                   | Recap              |
| 14                | 6 dicembre         | Chicago Bears           | V 24–16            | 6–7                | FedExField                   | Recap              |
| 15                | 16 dicembre        | at New York Giants      | V 22–10            | 7–7                | Giants Stadium               | Recap              |
| 16                | 23 dicembre        | at Minnesota Vikings    | V 32–21            | 8–7                | Hubert H. Humphrey Metrodome | Recap              |
| 17                | 30 dicembre        | Dallas Cowboys          | V 27–6             | 9–7                | FedExField                   | Recap              |

### Playoff
| Stagione regolare |           |                         |           |        |             |         |
| Turno             | Data      | Avversario (seed)       | Risultato | Record | Stadio      | Sintesi |
| WC                | 5 gennaio | at Seattle Seahawks (3) | S 14–35   | 0–1    | Qwest Field | Recap   |

## Classifiche
| NFC East                |    |   |   |      |     |      |     |     |     |
|                         | V  | S | P | %    | DIV | CONF | PF  | PS  | STR |
| (1) Dallas Cowboys      | 13 | 3 | 0 | .813 | 4–2 | 10–2 | 455 | 325 | S1  |
| (5) New York Giants     | 10 | 6 | 0 | .625 | 3–3 | 7–5  | 373 | 351 | S1  |
| (6) Washington Redskins | 9  | 7 | 0 | .563 | 3–3 | 7–5  | 334 | 310 | V4  |
| Philadelphia Eagles     | 8  | 8 | 0 | .500 | 2–4 | 5–7  | 336 | 300 | V3  |